# Alfred Baudrillart
Alfred Henri Marie Baudrillart (Parigi, 6 gennaio 1859 – Parigi, 19 maggio 1942) è stato un cardinale e arcivescovo cattolico francese, storico e scrittore, membro dell'Académie française e rettore dell'Institut catholique de Paris.

## Biografia
Nacque a Parigi il 6 gennaio 1859, figlio di Henri Baudrillart e Marie de Sacy, nonché nipote e pronipote degli orientalisti Samuel Ustazade Silvestre de Sacy e Antoine-Isaac Silvestre de Sacy e nipote dell'agronomo e avvocato forestale Jacques-Joseph Baudrillart.
Fu ordinato sacerdote nel 1893. Storico di formazione, è autore di numerose opere tra cui una monumentale storia di "Filippo V e la Corte di Francia".
Professore all'Institut catholique de Paris, ne divenne rettore nel 1907.
Durante la crisi modernista si oppose vigorosamente alla corrente modernista e sostenne l'obbedienza all'enciclica Pascendi Dominici gregis di Pio XI, che poi lo elevò al rango di cardinale nel concistoro del 16 dicembre 1935.
Su sollecitazione di Paul Claudel, allora console generale di Francia, e Philippe Berthelot, direttore di gabinetto del ministro Aristide Briand, 
contribuì alla fondazione del Comitato cattolico di propaganda francese all'estero «per promuovere una Francia patriottica, universale e religiosa» (3 marzo 1915) di cui resterà presidente fino alla sua morte. In Comitato fu attivo in Europa e in America negli anni della prima guerra mondiale e oltre, attraverso comitati locali francofoni e francofili. Dopo la guerra (1921) si trasformò in un'associazione delle amicizie cattoliche francesi nel mondo.
Baudrillart fu eletto membro dell'Académie française nel 1918 e nominato cavaliere della Legion d'onore nel 1920, ufficiale nel 1931 e commendatore nel 1935. Vicino agli ambienti politici, tra gli altri al presidente Raymond Poincaré, al maresciallo Foch e ad Aristide Briand, annota nei suoi diari (iniziati il 2 agosto 1914 e redatti ogni giorno senza alcuna interruzione fino alla morte) i suoi spostamenti e tutti i suoi incontri come le sue attività religiose e universitarie.
Ordinò vescovo Ange-Marie Hiral il 19 maggio 1929 a Parigi.

## La seconda guerra mondiale
Il cardinale Baudrillart aveva tacciato il regime di Hitler, in particolare nel novembre 1939, come pagano e inumano ([il nazismo è una] «rinnovata barbarie del paganesimo»), in linea con l'enciclica Mit brennender Sorge pubblicata nel marzo 1937 da Pio XI. Ma era anche, da tempo, ossessionato dalla paura del bolscevismo, tanto da aver organizzato, nel 1930, con Henry Bordeaux un concorso di romanzi su questo soggetto (nel 1936 confidava che questa operazione era stata commissionata direttamente da Pio XI).
Ma Pio XI era morto nel febbraio del '39, sul soglio pontificio era arrivato Pio XII e dall'inizio dell'occupazione tedesca a Parigi nel 1940, Baudrillart cadde, pare, sotto l'influenza della spia nazista Kurt Reichl (che incontrò spesso); dienne dunque sostenitore di Pétain «che guarda la realtà in faccia» e, influenzato dalla lettura di Abel Bonnard e di Alphonse de Châteaubriant, sostenne la collaborazione con l'occupante fin dal mese di giugno.
In luglio, dopo la distruzione della flotta francese a Mers-el-Kébir, giudicò la condotta di Churchill «odiosa», e in novembre, dopo il discorso di Pétain, trasmesso il 30 ottobre, a favore della collaborazione, invitava pubblicamente i francesi a seguirlo. 
Fece parte del comitato d'onore del gruppo Collaboration e secondo Philippe Valode, aderì al Partito Popolare Francese del fascista Doriot.
Nel 1941 diede tutto il suo appoggio alla creazione della Legione dei volontari francesi contro il bolscevismo, esaltandone i partecipanti: "Come sacerdote e come francese, oserei dire che i Legionari della Crociata antibolchevica si collocano tra i migliori figli della Francia. Posta all'avanguardia della lotta definitiva, la nostra Legione è l'illustrazione operante della Francia del Medioevo, della nostra Francia delle cattedrali risorte e dico, perché ne sono sicuro, che questi soldati contribuiscono a preparare la grande rinascita francese. In verità, questa Legione costituisce a suo modo una cavalleria nuova. Questi legionari sono i crociati del XX secolo. Siano benedette le loro armi! La tomba di Cristo sarà liberata.".
Morì quasi cieco, a Parigi, nella notte tra il 18 e il 19 maggio 1942, all'età di 83 anni.
Il suo elogio funebre fu pronunciato all'Académie française il 21 maggio da Paul Hazard; fu sepolto nella cappella dei Carmelitani dell'Institut catholique il 23 maggio. Una messa di requiem è ancora celebrata in sua memoria, il 25 novembre 1942, alla presenza di una trentina di arcivescovi e vescovi, a Notre-Dame di Parigi.

## Genealogia episcopale e successione apostolica
La genealogia episcopale è:
- Cardinale Scipione Rebiba
- Cardinale Giulio Antonio Santori
- Cardinale Girolamo Bernerio, O.P.
- Arcivescovo Galeazzo Sanvitale
- Cardinale Ludovico Ludovisi
- Cardinale Luigi Caetani
- Cardinale Ulderico Carpegna
- Cardinale Paluzzo Paluzzi Altieri degli Albertoni
- Papa Benedetto XIII
- Papa Benedetto XIV
- Papa Clemente XIII
- Cardinale Marcantonio Colonna
- Cardinale Giacinto Sigismondo Gerdil, B.
- Cardinale Giulio Maria della Somaglia
- Cardinale Carlo Odescalchi, S.I.
- Vescovo Eugène de Mazenod, O.M.I.
- Cardinale Joseph Hippolyte Guibert, O.M.I.
- Cardinale François-Marie-Benjamin Richard
- Vescovo Marie-Prosper-Adolphe de Bonfils
- Cardinale Louis-Ernest Dubois
- Cardinale Alfred-Henri-Marie Baudrillart, C.O.

La successione apostolica è:
- Vescovo Ange-Marie-Paul Hiral, O.F.M. (1929)